# Alexander Mitscherlich (läkare)
Alexander Mitscherlich, född 20 september 1908 i München, död 1982, var en tysk läkare och specialist inom neurologi med psykoanalytisk inriktning och karriären inställd på en professur inom neurologi, vilken han slutligen utnämndes till 1973 vid Frankfurts universitet.

## Biografi

### Uppväxt
Mitscherlich fängslades flera gånger av politiska skäl från 1933, bland annat på grund av att han var redaktör för den illegala motståndstidskriften Widerstand. Han emigrerade 1935 till Schweiz men återvände till Tyskland 1937 och häktades av Gestapo.
I andra äktenskapet med Georgia Wiedermann föddes Thomas Misterlich 1942 som sedermera blev filmregissör.

### Yrkesliv
Tillsammans med sin tredje fru, Margarete, även hon med psykoanalytisk verksamhet, utvecklade de efter andra världskriget tung kritik mot det tyska samhället, vilket kan sammanfattas med att tyskar var indifferenta och letargiska; de saknade empati för offren för det nazistiska folkmordet och hade fastnat i nationalistisk självmedömkan.
Internationellt är Mitscherlich ihågkommen som rättsobservatör vid läkarrättegången i Nürnberg 1946-47. När Mitscherlich färdigställt sin detaljerade slutrapport blev det inga recensioner i medicinska tidskrifter, inga vare sig stöttande eller kritiska kommentarer eller insändare. Boken gick inte att få tag i, då det visade sig att den västtyska Ärztekammer (läkarförbundet) hade köpt upp nästan hela upplagan med 11 500 exemplar direkt av förlaget med den officiella förklaringen att det var enklare att fördela böckerna till läkarna, vilket aldrig skedde. 
Mitscherlich kom att verka för en ny syn på läkarens relation till sin patient och genom att vända den medicinska objektifieringen av patienten till humanistisk medicin med existentiell bakgrund i försök att lyfta patientens situation in i den terapeutiska verkligheten. 
Trots delvis hårt motstånd inom Heidelbergs universitet kunde den första psykosomatiska medicinavdelningen i Tyskland invigas i april 1950. Tusentals krigstraumatiserade människor sökte sig till kliniken, som hade elva anställda läkare med psykoanalytisk inriktning och arbetade med nya moderna behandlingsmetoder. Mitscherlich hade därmed lyckats etablera en helt ny medicinsk inriktning, som från Heidelberg spred sig över hela landet.
År 1960 gavs andra upplagan av läkarprocessens slutrapport ut under titeln "Medizin ohne Menschlichkeit" och 1973 utnämndes Mitscherlich till professor vid Frankfurts universitet.